# Zurab Zhvania (rugby à XV)
Pour les articles homonymes, voir Zhvania.
Pas d'image ? Cliquez ici

a Compétitions nationales et continentales officielles uniquement.

b Matchs officiels uniquement.
Dernière mise à jour le 19 juillet 2025.
Zurab Zhvania (en géorgien : ზურაბ ჟვანია), né le 23 septembre 1991 à Poti (Géorgie), est un joueur international géorgien de rugby à XV qui évolue au poste de pilier au sein de l'effectif du club des Hounds de Chicago depuis 2024. 

## Biographie
En 2011, Zurab Zhvania évolue avec l'équipe de Géorgie des moins de 20 ans. La même année, il quitte le RC Aia pour le Stade français Paris afin d'achever sa formation avec le statut d'espoir. En 2012, après une année, il signe un contrat de deux années supplémentaires au pôle espoir et d'une en tant que joueur professionnel.
Il honore sa première cape internationale en équipe de Géorgie le 9 mars 2013 contre l'équipe d'Espagne à Tbilissi. Avec son pays, il dispute régulièrement le Championnat européen des nations, championnat que son pays gagne à plusieurs reprises. Il dispute en début d'année 2015 les cinq rencontres gagnées par la Géorgie dans le cadre du Championnat européen des nations contre l'Allemagne, le Portugal, l'Espagne, la Russie et la Roumanie, inscrivant trois essais contre l'Allemagne.
Convoité depuis 2016 par les Wasps, Zurab Zhvania quitte le Stade Français Paris et rejoint le club basé à Coventry le 2 juillet 2018.
En juin 2021, il s'engage pour deux ans avec le FC Grenoble à partir de la saison 2021-2022.
En novembre 2023, les Hounds de Chicago annonce sa signature à partir de la saison 2024 de la Major League Rugby.

## Statistiques en équipe nationale
- 41 sélections en équipe de Géorgie de 2013 à 2021.
- 11 essais (55 points).

## Palmarès

### En club
- Vainqueur du Championnat de France en 2015 avec le Stade français Paris.
- Vainqueur du Challenge européen en 2017 avec le Stade français Paris.
- Finaliste du Championnat d'Angleterre en 2020 avec les Wasps.

### En équipe nationale
- Vainqueur du Championnat européen des nations en 2012-2014, 2014-2016, 2018, 2019 et 2020 avec l'équipe de Géorgie.